# Jochem Jansen
Jochem Jansen (Zevenaar, 4 januari 1990) is een Nederlandse voetballer die bij voorkeur als verdediger speelt.
Jansen begon bij SV Concordia-Wehl en speelde sinds 2000 in de jeugd van De Graafschap. Hij was aanvoerder van het beloftenteam. Jansen debuteerde op 4 december 2009 in het eerste elftal in de thuiswedstrijd tegen BV Veendam. In april 2011 tekende hij een contract tot 2013. Op 2 september 2013 tekende hij op amateurbasis bij FC Oss, waar hij in mei 2015 zijn contract verlengde tot medio 2017. Hij verruilde in 2017 FC Oss voor het Deense FC Roskilde. Begin 2018 ging Jansen voor VV Duno spelen.

## Loopbaan
| Seizoen | Club          | Wedstrijden | Doelpunten | Competitie     |
| ------- | ------------- | ----------- | ---------- | -------------- |
| 2009/10 | De Graafschap | 1           | 0          | Eerste divisie |
| 2010/11 | De Graafschap | 2           | 0          | Eredivisie     |
| 2011/12 | De Graafschap | 19          | 0          | Eredivisie     |
| 2012/13 | De Graafschap | 29          | 0          | Eerste divisie |
| 2013/14 | FC Oss        | 18          | 0          | Eerste divisie |
| 2014/15 | FC Oss        | 32          | 2          | Eerste divisie |
| 2015/16 | FC Oss        | 23          | 0          | Eerste divisie |
| 2016/17 | FC Oss        | 23          | 0          | Eerste divisie |
| 2017/18 | FC Roskilde   | 2           | 0          | 1. division    |